# Palazzo Gera Minucci

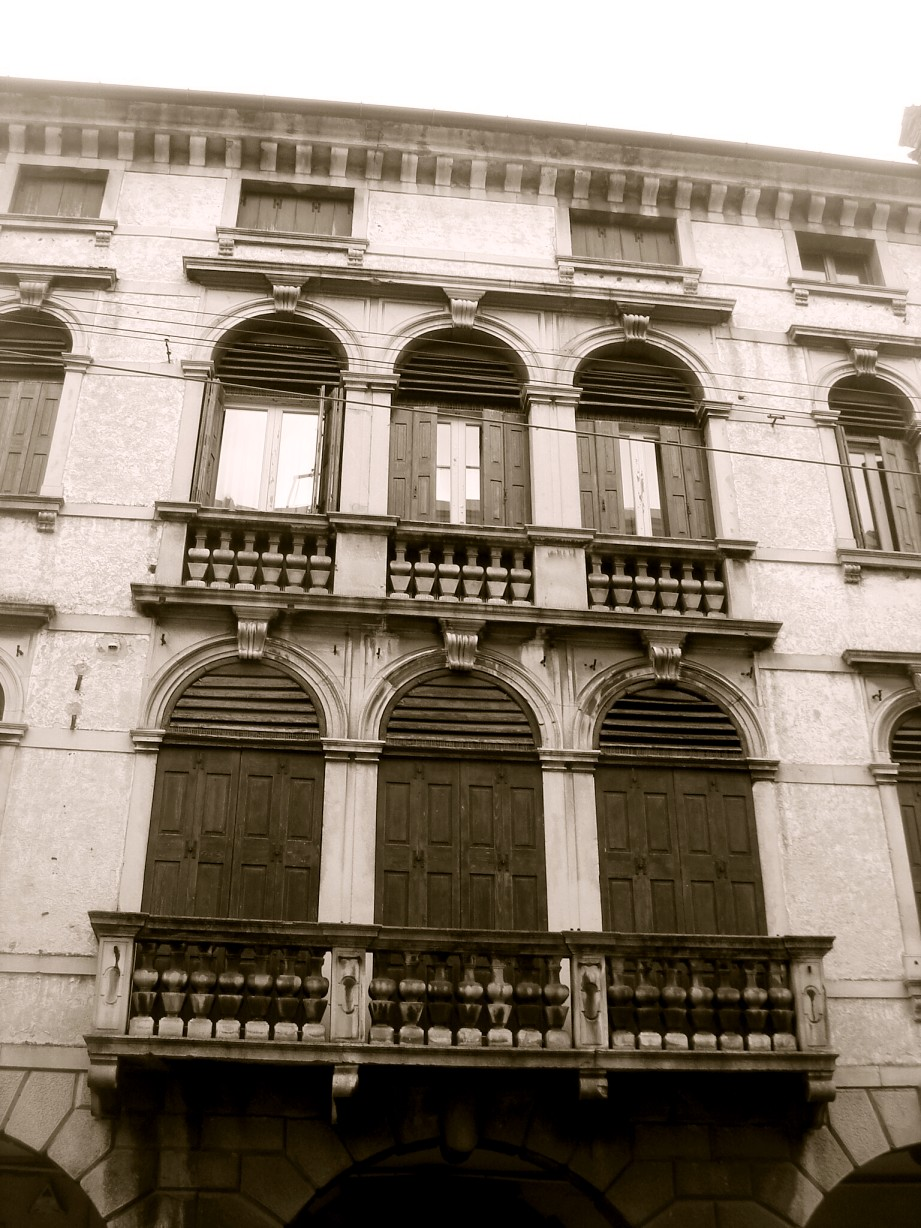
Le trifore su via Cavour

Palazzo Gera Minucci (o solo Palazzo Gera) è un palazzo di Conegliano, ubicato fuori le mura, tra via Cavour e via Colombo. È schedato nel catalogo delle ville venete dell'IRVV.

## Storia
L'edificio, dimora della nobile famiglia locale dei Gera Minucci, risale al XVIII secolo. 
Vi furono ospitati Napoleone Bonaparte e Giuseppe Garibaldi, ricordato in questo luogo per aver parlato al popolo coneglianese.
Attualmente l'edificio è ancora una residenza privata e si trova in discreto stato di conservazione.

## Descrizione
Il palazzo ha un'imponente facciata disposta su tre piani lungo via Cavour e guardante piazza Duca d'Aosta, dove sorge ciò che resta dell'ex convento di Sant'Antonio. 

Tale facciata presenta un portico al piano terra, aperto da cinque arcate a tutto sesto bugnate. I due piani nobili, che seguono la stessa impostazione simmetrica, hanno centralmente un'elegante trifora a tutto sesto, inserita in elementi lapidei e dotata di balaustra (sporgente solo al primo piano). ai lati delle trifore si apre una coppia di monofore per lato. La parte alta è occupata da un ammezzato nel sottotetto, caratterizzato da sei aperture quadrate, sopra le quali scorre un largo cornicione dentellato.
Su via Colombo dà una seconda facciata, su due piani: essa ha centralmente la sommità terminata da un timpano a dentelli, tre monofore a tutto sesto al primo piano e un grande fornice al piano terra, che mette in comunicazione il giardino prospiciente, le cui vecchie cancellate sono visibili su via Colombo, con il cortile interno al palazzo.
Internamente sono conservati degli affreschi per lungo tempo attribuiti al pittore veneziano settecentesco Giambattista Canal; studi più recenti dimostrano che la loro paternità è da assegnare al friulano Domenico Paghini, mentre la loro datazione va posticipata al XIX secolo.